# Amarok
Amarok е свободен плейър, възпроизвеждащ цифрово аудиосъдържание. Написан е на C++ и използва библиотеките на KDE проекта, но се развива отделно от него.
Въпреки че в логото е използвано изображение на вълк, а amarok и amaroq означават „вълк“ на езика инуктитут, името на приложението идва от албума Amarok на Майк Олдфийлд. В началото изписвано като amaroK, а през юни 2006 г. е преименувано на настоящото Amarok.

## Основни функции
- Възпроизвежда файлове в различни формати (в зависимост от настройката) – FLAC, Ogg, MP3, AAC, WAV, Windows Media Audio, Apple Lossless, WavPack, TTA и Musepack. Amarok не възпроизвежда музика с DRM.
- Тагване на файлове.
- Указване на обложка за албум (използва се Amazon).
- Създаване и редактиране на плейлисти, включително умни и динамични. Динамичните използват системата за оценка на Amarok и брой на изпълненията.
- Синхронизация, сваляне и качване, възпроизвеждане от цифрови музикални плейъри: iPod, Creative NOMAD, Creative ZEN, и др., както и всички USB устройства с VFAT поддръжка.
- Извличане на информация за артист от Уикипедия и тестове на песни.
- Поддръжка на Last.fm – запис на възпроизведените песни, преглед на подобни артисти и възпроизвеждане на Last.fm аудиопотоците.
- Възпроизвеждане на подкасти.

## Amarok 2.0
След излизането на KDE 4.0 излиза и напълно обновена версия на Amarok. От версия 2.0 Amarok може да се стартира върху операционните системи Windows с цел това да доведе до разпространение на приложението.